# Basketball-Weltmeisterschaft 1954
Die 2. Basketball-Weltmeisterschaft der Herren fand vom 23. Oktober bis 5. November 1954 in Rio de Janeiro in Brasilien statt. Das Turnier wurde vom Weltbasketballverband (FIBA) ausgerichtet. Es traten 12 Nationalmannschaften gegeneinander an.
Die Basketballnationalmannschaft der Vereinigten Staaten wurde Weltmeister. Vizeweltmeister wurde die brasilianische Basketballnationalmannschaft. Den dritten Platz belegte die Mannschaft von den Philippinen.

## Austragungsort
Als Spielstätte wurde die Ginásio do Maracanãzinho in Rio de Janeiro gewählt.
| Rio de Janeiro                |
| ----------------------------- |
| Ginásio do Maracanãzinho      |
| Kapazität: 12.600             |
| Eröffnung: 24. September 1954 |
| Ginásio do Maracanãzinho      |

## Teilnehmer
Die Mannschaften waren wie folgt gesetzt:
| Gruppe A                             | Gruppe B                             | Gruppe C                             | Gruppe D                  |
| ------------------------------------ | ------------------------------------ | ------------------------------------ | ------------------------- |
| - Brasilien - Paraguay - Philippinen | - Kanada - Peru - Vereinigte Staaten | - Frankreich - Jugoslawien - Uruguay | - Chile - Israel - Taiwan |

## Vorrunde
Legende:
| S | Gespielte Spiele                                        |
| G | Gewonnene Spiele                                        |
| V | Verlorene Spiele                                        |
|   | Team für Finalrunde qualifiziert                        |
|   | Team spielte in Klassifikationsrunde um die Plätze 9–12 |

Die Vorrundenspiele der Gruppen A bis D wurden vom 23. bis 26. Oktober 1954 ausgetragen. Der Sieger eines Spiels erhielt zwei Punkte, der Verlierer einen Punkt. Stand ein Spiel am Ende der regulären Spielzeit unentschieden, so gab es Verlängerung. Die besten zwei Mannschaften jeder Gruppe erreichten die Finalrunde. Das drittplatzierte Team jeder Gruppe erreichte die Klassifikationsrunde mit den Spielen um die Plätze 9 bis 12.

### Gruppe A
| Platz | Team        | S | G | V | Körbe   | Punkte | Diff. |
| ----- | ----------- | - | - | - | ------- | ------ | ----- |
| 1     | Brasilien   | 2 | 2 | 0 | 160:114 | 4      | +46   |
| 2     | Philippinen | 2 | 1 | 1 | 126:151 | 3      | −25   |
| 3     | Paraguay    | 2 | 0 | 2 | 104:125 | 2      | −21   |

| Spiel | Datum      | Team 1      | Team 2      | 1. H. | 2. H. | Verl. | Ergebnis |
| ----- | ---------- | ----------- | ----------- | ----- | ----- | ----- | -------- |
| A1    | 23.10.1954 | Philippinen | Paraguay    | 26:27 | 38:25 | –     | 64:52    |
| A2    | 24.10.1954 | Brasilien   | Philippinen | 44:22 | 55:40 | –     | 99:62    |
| A3    | 25.10.1954 | Paraguay    | Brasilien   | 17:33 | 35:28 | –     | 52:61    |

### Gruppe B
| Platz | Team               | S | G | V | Körbe   | Punkte | Diff. |
| ----- | ------------------ | - | - | - | ------- | ------ | ----- |
| 1     | Vereinigte Staaten | 2 | 2 | 0 | 132:88  | 4      | +44   |
| 2     | Kanada             | 2 | 1 | 1 | 105:117 | 3      | −12   |
| 3     | Peru               | 2 | 0 | 2 | 109:141 | 2      | −32   |

| Spiel | Datum      | Team 1 | Team 2             | 1. H. | 2. H. | Verl. | Ergebnis |
| ----- | ---------- | ------ | ------------------ | ----- | ----- | ----- | -------- |
| B1    | 24.10.1954 | Peru   | Vereinigte Staaten | 26:24 | 25:49 | –     | 51:73    |
| B2    | 23.10.1954 | Kanada | Vereinigte Staaten | 18:33 | 19:26 | –     | 37:59    |
| B3    | 26.10.1954 | Kanada | Peru               | 28:33 | 40:25 | –     | 68:58    |

### Gruppe C
| Platz | Team        | S | G | V | Körbe   | Punkte | Diff. |
| ----- | ----------- | - | - | - | ------- | ------ | ----- |
| 1     | Uruguay     | 2 | 2 | 0 | 113:98  | 4      | +15   |
| 2     | Frankreich  | 2 | 1 | 1 | 113:118 | 3      | −5    |
| 3     | Jugoslawien | 2 | 0 | 2 | 112:122 | 2      | −10   |

| Spiel | Datum      | Team 1      | Team 2      | 1. H. | 2. H. | Verl. | Ergebnis |
| ----- | ---------- | ----------- | ----------- | ----- | ----- | ----- | -------- |
| C1    | 24.10.1954 | Jugoslawien | Uruguay     | 23:23 | 28:28 | 1:4   | 52:55    |
| C2    | 25.10.1954 | Frankreich  | Jugoslawien | 33:26 | 34:34 | –     | 67:60    |
| C3    | 26.10.1954 | Uruguay     | Frankreich  | 34:15 | 24:31 | –     | 58:46    |

### Gruppe D
| Platz | Team   | S | G | V | Körbe   | Punkte | Diff. |
| ----- | ------ | - | - | - | ------- | ------ | ----- |
| 1     | Taiwan | 2 | 1 | 1 | 115:113 | 3      | +2    |
| 2     | Israel | 2 | 1 | 1 | 100:98  | 3      | +2    |
| 3     | Chile  | 2 | 1 | 1 | 117:121 | 3      | −4    |

| Spiel | Datum      | Team 1 | Team 2 | 1. H. | 2. H. | Verl. | Ergebnis |
| ----- | ---------- | ------ | ------ | ----- | ----- | ----- | -------- |
| D1    | 24.10.1954 | Israel | Taiwan | 27:25 | 18:24 | –     | 45:49    |
| D2    | 25.10.1954 | Taiwan | Chile  | 28:27 | 38:41 | –     | 66:68    |
| D3    | 26.10.1954 | Israel | Chile  | 18:25 | 37:24 | –     | 55:49    |

## Klassifikationsrunde
Die Klassifikationsrunde wurde vom 29. Oktober bis 4. November 1954 ausgetragen. In der Klassifikationsrunde spielten die drittplatzierten Mannschaften der Vorrundengruppen um die Plätze 9 bis 12.
| Platz | Team        | S | G | V | Körbe   | Punkte | Diff. |
| ----- | ----------- | - | - | - | ------- | ------ | ----- |
| 1     | Paraguay    | 3 | 3 | 0 | 193:177 | 6      | +16   |
| 2     | Chile       | 3 | 2 | 1 | 179:170 | 5      | +9    |
| 3     | Jugoslawien | 3 | 1 | 2 | 210:221 | 4      | −11   |
| 4     | Peru        | 3 | 0 | 3 | 190:204 | 3      | −14   |

| Spiel | Datum      | Team 1      | Team 2   | 1. H. | 2. H. | Verl. | Ergebnis |
| ----- | ---------- | ----------- | -------- | ----- | ----- | ----- | -------- |
| 13    | 30.10.1954 | Paraguay    | Peru     | 28:34 | 38:24 | –     | 66:58    |
| 14    | 29.10.1954 | Jugoslawien | Chile    | 25:35 | 37:35 | –     | 62:70    |
| 15    | 31.10.1954 | Jugoslawien | Peru     | 39:44 | 42:37 | 5:3   | 86:84    |
| 16    | 01.11.1954 | Chile       | Paraguay | 30:22 | 27:38 | –     | 57:60    |
| 17    | 03.11.1954 | Jugoslawien | Paraguay | 28:37 | 34:30 | –     | 62:67    |
| 18    | 04.11.1954 | Peru        | Chile    | 25:30 | 23:22 | –     | 48:52    |

## Finalrunde
Die Finalrunde wurde vom 27. Oktober bis 5. November 1954 ausgetragen. Für die Finalrunde qualifizierten sich die jeweils erst- und zweitplatzierten Teams der Vorrundengruppen. Bei Punktgleichheit in der Abschlusstabelle bestimmte der direkte Vergleich der Mannschaften über die Platzierung. Fand dadurch keine Entscheidung statt, war das Korbverhältnis der Spiele untereinander ausschlaggebend.
| Platz | Team               | S | G | V | Körbe   | Punkte | Diff. |
| ----- | ------------------ | - | - | - | ------- | ------ | ----- |
| 1     | Vereinigte Staaten | 7 | 7 | 0 | 482:300 | 14     | +182  |
| 2     | Brasilien          | 7 | 6 | 1 | 418:341 | 13     | +77   |
| 3     | Philippinen        | 7 | 5 | 2 | 438:406 | 12     | +32   |
| 4     | Frankreich         | 7 | 3 | 4 | 371:392 | 10     | −21   |
| 5     | Taiwan             | 7 | 2 | 5 | 345:405 | 9      | −60   |
| 6     | Uruguay            | 7 | 2 | 5 | 422:446 | 9      | −24   |
| 7     | Kanada             | 7 | 2 | 5 | 433:498 | 9      | −65   |
| 8     | Israel             | 7 | 1 | 6 | 330:451 | 8      | −121  |

| Spiel | Datum      | Team 1             | Team 2             | 1. H. | 2. H. | Verl. | Ergebnis |
| ----- | ---------- | ------------------ | ------------------ | ----- | ----- | ----- | -------- |
| 19    | 27.10.1954 | Kanada             | Israel             | 33:22 | 17:21 | –     | 50:43    |
| 20    | 27.10.1954 | Frankreich         | Uruguay            | 23:22 | 34:27 | –     | 57:49    |
| 21    | 27.10.1954 | Taiwan             | Brasilien          | 26:32 | 18:29 | –     | 44:61    |
| 22    | 27.10.1954 | Philippinen        | Vereinigte Staaten | 22:25 | 21:31 | –     | 43:56    |
| 23    | 28.10.1954 | Uruguay            | Kanada             | 29:35 | 37:32 | –     | 66:67    |
| 24    | 28.10.1954 | Israel             | Brasilien          | 20:31 | 26:37 | –     | 46:68    |
| 25    | 28.10.1954 | Frankreich         | Vereinigte Staaten | 21:32 | 28:38 | –     | 49:70    |
| 26    | 29.10.1954 | Taiwan             | Philippinen        | 21:21 | 17:27 | –     | 38:48    |
| 27    | 29.10.1954 | Kanada             | Brasilien          | 22:43 | 45:39 | –     | 67:82    |
| 28    | 29.10.1954 | Uruguay            | Vereinigte Staaten | 26:30 | 33:34 | –     | 59:64    |
| 29    | 30.10.1954 | Israel             | Philippinen        | 30:37 | 26:53 | –     | 56:90    |
| 30    | 30.10.1954 | Frankreich         | Taiwan             | 27:22 | 31:26 | –     | 58:48    |
| 31    | 30.10.1954 | Kanada             | Vereinigte Staaten | 30:47 | 20:37 | –     | 50:84    |
| 32    | 31.10.1954 | Brasilien          | Philippinen        | 35:23 | 22:18 | –     | 57:41    |
| 33    | 31.10.1954 | Uruguay            | Taiwan             | 28:33 | 39:29 | –     | 67:62    |
| 34    | 31.10.1954 | Israel             | Frankreich         | 21:17 | 22:26 | 5:2   | 48:45    |
| 35    | 01.11.1954 | Kanada             | Philippinen        | 35:41 | 41:42 | –     | 76:83    |
| 36    | 01.11.1954 | Vereinigte Staaten | Taiwan             | 31:11 | 41:17 | –     | 72:28    |
| 37    | 01.11.1954 | Brasilien          | Frankreich         | 25:14 | 24:22 | –     | 49:36    |
| 38    | 03.11.1954 | Uruguay            | Israel             | 32:31 | 41:38 | –     | 73:69    |
| 39    | 03.11.1954 | Kanada             | Taiwan             | 29:29 | 32:45 | –     | 61:74    |
| 40    | 03.11.1954 | Philippinen        | Frankreich         | 25:23 | 41:37 | –     | 66:60    |
| 41    | 04.11.1954 | Vereinigte Staaten | Israel             | 36:20 | 38:10 | –     | 74:30    |
| 42    | 04.11.1954 | Brasilien          | Uruguay            | 24:23 | 36:22 | –     | 60:45    |
| 43    | 04.11.1954 | Kanada             | Frankreich         | 32:27 | 30:39 | –     | 62:66    |
| 44    | 05.11.1954 | Taiwan             | Israel             | 27:12 | 24:26 | –     | 51:38    |
| 45    | 05.11.1954 | Philippinen        | Uruguay            | 32:32 | 35:31 | –     | 67:63    |
| 46    | 05.11.1954 | Vereinigte Staaten | Brasilien          | 35:19 | 27:22 | –     | 62:41    |

## Endergebnis
1. Vereinigte Staaten (1. Titel)
2. Brasilien
3. Philippinen
4. Frankreich
5. Taiwan
6. Uruguay
7. Kanada
8. Israel
9. Paraguay
10. Chile
11. Jugoslawien
12. Peru

## Auszeichnung

### Spieler mit den meisten Punkten
Der Uruguayer Óscar Moglia erzielte mit 168 Punkten die meisten Korbpunkte des Turniers. In insgesamt neun Spielen erzielte Moglia durchschnittlich 18,6 Punkte.

### Mannschaft des Turniers
Neben dem Uruguayer Óscar Moglia wurden der US-Amerikaner Kirby Minter, der Philippiner Carlos Loyzaga sowie die Brasilianer Zenny de Azevedo („Algodão“) und Wlamir Marques in das All-Tournament Team gewählt.